# Abhay Vasant Ashtekar
Abhay Vasant Ashtekar (* 5. Juli 1949 in Shirpur, Indien) ist ein indisch-amerikanischer theoretischer Physiker, der sich mit Gravitationsphysik beschäftigt. Er war der Professor für Physik und der Direktor des Instituts für Gravitationsphysik und Geometrie an der Pennsylvania State University. Als Schöpfer der Ashtekar-Variablen ist er einer der Begründer der Schleifenquantengravitation.

## Biografie
Ashtekar wuchs in mehreren Städten in Indien auf. Er studierte an der Universität Bombay mit dem Bachelor-Abschluss 1969 und wurde 1974 an der University of Chicago bei Robert Geroch promoviert. 1983 bis 1985 war er Professor an der Universität Paris VI und ab 1984 Professor an der Syracuse University (Erastus Franklin Holden Professor), an der er seit 1980 forschte. Ab 1993 war er Eberly Professor für Physik an der Pennsylvania State University (Eberly Professor für Physik) und Direktor des „Institute for Gravitation and the Cosmos“.
Er war Gastprofessor und Gastwissenschaftler an verschiedenen indischen Universitäten wie dem Raman Institut in Bangalore, in Utrecht, der University of Maryland, am Perimeter Institute, dem Max-Planck-Institut für Physik und Astrophysik in Garching und in Peking.
Ashketar ist Mitbegründer der Theorie der Schleifenquantengravitation, die er auch auf kosmologische Fragen anwandte (Loop Quantum Cosmology). Einer seiner wichtigsten Beiträge war die Einführung neuer Ashtekar-Variablen, die eine Zusammenhangs-Darstellung der kanonischen allgemeinen Relativitätstheorie liefern und zu den Schleifenvariablen der Schleifenquantengravitation führten. Mit seiner Gruppe entwickelte er auch eine Quanten-Riemannsche-Geometrie als Basis der Schleifenquantengravitation mit einer mikroskopischen „atomisierten“ Beschreibung der Raumzeit. Ashtekar entwickelte das kosmologische Modell des Quantum Bounce, das den Big Bang und damit verbundene Singularitäten (Unendlichkeiten) ersetzt. Daraus entwickelte er auch Vorhersagen, die durch die Beobachtung der kosmischen Hintergrundstrahlung bestätigt wurden und darüber hinaus Vorhersagen für künftige Messungen machten. Er lieferte auch Beiträge zur asymptotischen, globalen Beschreibung der Raumzeit und Gravitationswellen in der allgemeinen Relativitätstheorie in voller nichtlinearer Behandlung. Er entwickelte unter anderem mit Badri Krishnan das Konzept quasilokaler, dynamischer oder isolierter Ereignishorizonte, das in der Numerischen Simulation der Kollision schwarzer Löcher und bei Untersuchungen zur quantenmechanischen Beschreibung des Zerstrahlens schwarzer Löcher Anwendung fand. Ashtekar zeigte auch, dass eine kosmologische Konstante bis dahin nicht erkannte Auswirkungen auf die Theorie der Gravitationswellen hat.
1979 erhielt er den ersten Preis der Gravity Research Foundation. 1981 bis 1985 war er Sloan Research Fellow. 1996 wurde er Ehrenmitglied (Honorary Fellow) der Indian Academy of Sciences und 1997 auswärtiges Mitglied (Foreign Fellow) der National Academy of Sciences India sowie Fellow der American Physical Society. Er ist Ehrendoktor der Friedrich-Schiller-Universität Jena (2005) und der Universität Aix-Marseille II (2010). 2004 erhielt er den Senior Scientist Preis der Alexander-von-Humboldt-Stiftung. 2007 bis 2010 war er Präsident der International Society for General Relativity and Gravitation. 2016 wurde er in die National Academy of Sciences gewählt. Für 2019 wurde ihm der Einstein-Preis der American Physical Society zugesprochen. Er ist Fellow der American Association for the Advancement of Science.

## Schriften (Auswahl)
- Asymptotic Quantization, Bibliopolis, Neapel 1987
- New perspectives in canonical gravity, Bibliopolis, Neapel 1988
- Herausgeber mit John Stachel: Conceptual problems of quantum gravity, Birkhäuser 1991 (Proceedings 1988 Osgood Hill Conference)
- Lectures on nonperturbative canonical gravity, World Scientific 1991
- als Herausgeber: 100 years of relativity - Space-time structure: Einstein and beyond, World Scientific 2005
- Herausgeber mit B. Berger. J. Isenberg, M.A.H. MacCallum: General Relativity and Gravitation: A Centenary Perspective, (Im Auftrag der International Society on General Relativity and Gravitation zur Feier des 100. Jahrestags von Einsteins Entdeckung der allgemeinen Relativitätstheorie), Cambridge University Press, Cambridge, 2015
  - darin von Ashtekar, Martin Reuter, Carlo Rovelli: From General Relativity to quantum gravity, Arxiv und Einführungen der Herausgeber, Arxiv
- mit Jorge Pullin (Hrsg.): Loop Quantum Gravity: First 30 Years, World Scientific 2017
  - Darin der Überblick von Ashtekar, Pullin, Arxiv

Einige Aufsätze, soweit nicht im Hauptteil zitiert:
- mit Carlo Rovelli, Lee Smolin: Weaving a classical geometry with quantum threads, Phys. Rev. Lett., Band 69, 1992, S. 237–240, Arxiv
- Mathematical Problems of Non-perturbative Quantum General Relativity, Les Houches Lectures 1992, Arxiv
- Quantum Geometry and Gravity: Recent Advances, Plenarvortrag 16th International Conference on General Relativity and Gravitation, Durban 2001, Arxiv
- mit Jerzy Lewandowski: Background independent quantum gravity: a status report, Classical and Quantum Gravity, Band 21, 2004, R 53, Arxiv
- Gravity and the Quantum, New J. Physics, Band 7, 2005, S. 198, Arxiv
- Physics from geometry, Nature Physics, Band 2, 2006, S. 726–727
- Loop quantum cosmology - an overview, Gen.Rel.Grav., Band 41, 2009, S. 707–741 Arxiv
- mit Parampreet Singh: Loop quantum cosmology: a status report, Class. Quant. Grav., Band 28, 2011, S. 213001, Arxiv
- Ashtekar variables, Scholarpedia 2015